# Mirosław Sitarz
Mirosław Sitarz (ur. 21 czerwca 1964 w Biłgoraju) – polski ksiądz katolicki, prawnik, kanonista, profesor nauk społecznych, profesor Katolickiego Uniwersytetu Lubelskiego Jana Pawła II i jego prorektor w kadencji 2020-2024.

## Wykształcenie
Po maturze wstąpił do Wyższego Seminarium Duchownego w Lublinie, odbywając równocześnie studia na KUL, które ukończył w 1988 obroną pracy magisterskiej na Wydziale Teologii KUL. W tym samym roku przyjął święcenia kapłańskie z rąk bpa Bolesława Pylaka. W latach 1992–1995 studiował prawo kanoniczne na Wydziale Prawa Kanonicznego i Świeckiego KUL, które zakończył uzyskaniem tytułu magistra licencjata prawa kanonicznego. W 1998 uzyskał stopień naukowy doktora, zaś w 2009 stopień doktora habilitowanego nauk prawnych w zakresie prawa kanonicznego. Tytuł profesora nauk społecznych otrzymał 21 września 2020 roku. .

## Praca organizacyjna i dydaktyczna
W 1996 został zatrudniony w Katedrze Kościelnego Prawa Publicznego i Konstytucyjnego KUL jako adiunkt. Od 1 października 2009 jest kierownikiem Katedry Kościelnego Prawa Publicznego i Konstytucyjnego KUL. Został na tym stanowisku zastępcą ks. prof. Józefa Krukowskiego.
Redaktor naczelny czasopisma „Kościół i Prawo” i sekretarz generalny Towarzystwa Naukowego KUL.
W latach 1998–2004 był nauczycielem akademickim Wyższej Szkoły Handlu i Prawa im. R. Łazarskiego w Warszawie. Sprawował tam w latach 1999–2001 funkcję prodziekana Wydziału Prawa. Z kolei w latach 2004–2008 był adiunktem na Wydziale Prawa Wyższej Szkole Zarządzania i Prawa im. H. Chodkowskiej w Warszawie, której jest od 2009 profesorem nadzwyczajnym. Prezydent Rzeczypospolitej Polskiej Andrzej Duda postanowieniem z dnia 21 września 2020 r. (Nr 115.9.2020) nadał ks. Mirosławowi Sitarzowi tytuł naukowy profesora nauk społecznych w dyscyplinie prawo kanoniczne.
Z dniem 1 września 2020 został powołany na prorektora KUL ds. misji i administracji.

## Wybrane publikacje
- Kolegium konsultorów w KPK/1983 i w partykularnym prawie polskim, Towarzystwo Naukowe KUL, Lublin 1999
- Słownik prawa kanonicznego, Instytut Wydawniczy „Pax”, Warszawa 2004
- Kompetencje organów kolegialnych w Kościele partykularnym w sprawowaniu władzy wykonawczej według Kodeksu Prawa Kanonicznego z 1983 roku, Towarzystwo Naukowe KUL, Lublin 2008
- Katolickie zasady relacji państwo-Kościół a prawo polskie (red. nauk. wspólnie z Józefem Krukowskim i Henrykiem Stawniakiem), Towarzystwo Naukowe KUL, Lublin 2015

## Odznaczenia
- Brązowy Krzyż Zasługi za zasługi w działalności na rzecz rozwoju nauki (2021)[4]
- Brązowy Medal za Długoletnią Służbę (2012)
- Złoty Medal „Zasłużony dla Nauki Polskiej Sapientia et Veritas” (2023)[5]